# Violences en plein jour
Violence en plein jour (白昼の通り魔, Hakuchu no torima) est un film japonais réalisé par Nagisa Ōshima, sorti en 1966, connu également sous le titre L'Obsédé en plein jour.

## Synopsis
Deux jeunes femmes sont contraintes d'accepter que l'homme avec lequel elles sont intimement liées est un violeur ainsi qu'un meurtrier...

## Fiche technique
- Titre : Violences en plein jour
- Titre original : 白昼の通り魔, Hakuchu no torima
- Réalisation : Nagisa Ōshima
- Scénario : Taijun Takeda et Tsutomu Tamura
- Société de production : Sozosha
- Pays d'origine : Japon
- Format : Noir et blanc - 2,35:1 - Mono - 35 mm
- Genre : Drame
- Durée : 99 minutes
- Date de sortie : 1966

## Distribution
- Hideo Kanze : Inagaki, mari de la femme violée
- Hideko Kawaguchi : mère de Matsuko
- Saeda Kawaguchi : Shino Shinozaki
- Narumi Kayashima : Jinbo, le professeur
- Teruko Kishi : grand-mère de Shino
- Hosei Komatsu : père de Shino
- Akiko Koyama : Matsuko Koura, femme d'Eisuke
- Kei Satō : Eisuke Oyamada
- Ryoko Takahara : femme violée
- Taiji Tonoyama : directeur d'école
- Rokkō Toura : Genji Hyuga
- Fumio Watanabe : inspecteur Haraguchi
- Sen Yano : maire